# Ogyges monzoni
Ogyges monzoni is een keversoort uit de familie Passalidae. De wetenschappelijke naam van de soort is voor het eerst geldig gepubliceerd in 2005 door Schuster, Cano & Boucher.